# Kovács Martin
Kovács Martin (Budapest, 1993. július 30. –) magyar színművész.

## Élete
2008-tól 2012-ig a Kaposvári SZC Dráva Völgye Gimnáziuma tanulója volt, majd 2013-tól 2016-ig a  Nemes Nagy Ágnes Színészképzőben tanult. 2016-óta a Kaposvári Egyetem Rippl-Rónai Művészeti Kar színművész szakos hallgatója, osztályfőnöke Cseke Péter. 2020 szeptemberétől a Hevesi Sándor Színház tagja.

## Színházi szerepei
| Darab                           | Szerep                                    | Rendező                    | Színház                                  | Bemutató             |
| ------------------------------- | ----------------------------------------- | -------------------------- | ---------------------------------------- | -------------------- |
| Tizenhét hattyúk                | Szereplő                                  | Vidovszky György           | Nemes Nagy Ágnes Színészképző            | 2015.                |
| Yvonne, a burgundi hercegnő     | Király / Kamarás                          | Hargitai Iván              | Nemes Nagy Ágnes Színészképző            | 2016.                |
| Csókos asszony                  | Hentes / Kritikus                         | Hargitai Iván              | Vörösmarty Színház                       | 2015. szeptember 26. |
| Mengele törpéi                  | SS tiszt                                  | Réczei Tamás               | Kaposvári Egyetem vizsgaelőadás          | 2018. március 24.    |
| A beszélő köntös                | Katona Bálint                             | Szente Vajk                | Kecskeméti Katona József Nemzeti Színház | 2018. október 2.     |
| Jancsi és Julis                 | Egér/Kő/Édesség                           | Varsányi Péter             | Kecskeméti Katona József Nemzeti Színház | 2018. október 10.    |
| Állami áruház                   | Bányai Mányai Lajos                       | Fábián Péter, Benkó Bence  | Kecskeméti Katona József Nemzeti Színház | 2019. március 1.     |
| Ördöngösök                      | Áron                                      | Fábián Péter, Benkó Bence  | Kaposvári Egyetem vizsgaelőadás          | 2019. március 29.    |
| Aladdin és a csodalámpa         | Mesélő                                    | Réczei Tamás               | Kecskeméti Katona József Nemzeti Színház | 2019. szeptember 18. |
| Liliomfi                        | Róbert                                    | Kocsis Pál                 | Kecskeméti Katona József Nemzeti Színház | 2019. október 4.     |
| Illatszertár                    | Úr                                        | Mohácsi János              | Kecskeméti Katona József Nemzeti Színház | 2020. január 3.      |
| Az ember tragédiája "junior"    | Szereplő                                  | Cseke Péter                | Kecskeméti Katona József Nemzeti Színház | 2020. január 22.     |
| Amerikai Elektra                | Kórus                                     | Horváth Csaba              | Kecskeméti Katona József Nemzeti Színház | 2020. február 14.    |
| Nihil                           | Szereplő                                  | Dohy Balázs                | Kaposvári Egyetem vizsgaelőadás          | 2020. június 30.     |
| Száll a kakukk fészkére         | Sefelt                                    | Bagó Bertalan              | Kecskeméti Katona József Nemzeti Színház | 2020. augusztus 7.   |
| Sose halunk meg                 | Zöldséges / Öltönyös                      | Koltai Róbert, Gaál Ildikó | Hevesi Sándor Színház                    | 2020. október 9.     |
| Legyetek jók, ha tudtok         | Gróf                                      | Moravetz Levente           | Hevesi Sándor Színház                    | 2021. február        |
| Elnémult harangok               | Petru                                     | Farkas Ignác               | Hevesi Sándor Színház                    | 2021                 |
| A Pál utcai fiúk                | Barabás                                   | Tompagábor Kornél          | Kvártélyház Szabadtéri Színház           | 2021. július 30.     |
| A fejedelem                     | István                                    | Moravetz Levente           | Hevesi Sándor Színház                    | 2021. december 17.   |
| Közel a jóhoz                   | Szereplő                                  | D. Varga Ádám              | Hevesi Sándor Színház                    | 2022. január 27.     |
| Egy bolond százat csinál        | Jean, főlakáj / Ápoló                     | Lendvai Zoltán             | Hevesi Sándor Színház                    | 2022. április 29.    |
| Meseautó                        | Péterffy Tamás                            | Tompagábor Kornél          | Kvártélyház Szabadtéri Színház           | 2022. július 29.     |
| Herkules – a kezdetek           | Lákikisz Kizákisz Nikoláosz (Filoktétész) | Mihály Péter               | Hevesi Sándor Színház                    | 2022. szeptember 12. |
| A tanú                          | Bíró                                      | Böhm György                | Hevesi Sándor Színház                    | 2022. szeptember 30. |
| A Noszty fiú esete Tóth Marival | Poltáry György alispán / Utazó            | Farkas Ignác               | Hevesi Sándor Színház                    | 2022. november 11.   |
| Bánk bán                        | Bánk bán                                  | D. Varga Ádám              |                                          | 2022. december       |
| Kőműves Kelemen                 | Benedek                                   | Tompagábor Kornél          | Hevesi Sándor Színház                    | 2023. február 10.    |
| Tanulmány a nőkről              | Egri Péter                                | Besenczi Árpád             | Hevesi Sándor Színház                    | 2023. március 24.    |
| Para                            | Hoffmann Dominik                          | Mihály Péter               | Hevesi Sándor Színház                    | 2023. június 5.      |
| Ballépés jobbra                 | Jean-Yves                                 | Besenczi Árpád             | Hevesi Sándor Színház                    | 2023. szeptember 29. |
| Tartuffe                        | Damis                                     | Farkas Ignác               | Hevesi Sándor Színház                    | 2024. január 19.     |
| Becsvölgye                      | Csaba                                     | Mihály Péter               | Hevesi Sándor Színház                    | 2024. március 8.     |
| Annie, a kis árva               | Howe, Drake, Artie                        | Böhm György                | Hevesi Sándor Színház                    | 2024. április 12.    |
| Sárkányszív                     | Horváti                                   | Moravetz Levente           | Hevesi Sándor Színház                    | 2024. október 11.    |
| Életrevalók                     | Marcelle/ Kebab árus/ Munkaügyis férfi    | Funtek Frigyes             | Hevesi Sándor Színház                    | 2024. november 22.   |
| Rómeó és Júlia                  | Mercutio                                  | Mihály Péter               | Hevesi Sándor Színház                    | 2025. január 17.     |
| Hotel Menthol                   | Bringa                                    | Bakó Gábor                 | Hevesi Sándor Színház                    | 2025. április 4.     |

## Filmes és televíziós szerepei
- Jófiúk – Taxis (2019)
- Legyetek szeretettel – ügyeletes rendőr (2023)

## Díjak
- Terminátor-díj (2023)
- Cserebogár-díj (2023)
- Máriáss-díj (2024)